# Piiukaarelaid
Piiukaarelaid är en obebodd ö utanför Estlands västkust. Den ligger i Varbla kommun i landskapet Pärnumaa, 120 km sydväst om huvudstaden Tallinn. Högsta punkten är belägen 2 meter över havsnivån och öns area är 0,08 kvadratkilometer. Den ligger 1,5 km utanför estländska fastlandet. Smala sund skiljer ön i väster från den större ön Selglaid och i öster från den mindre ön Kändmalaid. Norr om Piiukaarelaid ligger ön Orikalaid.